# Andrei Jurjewitsch Breschnew
Andrei Jurjewitsch Breschnew, russisch Андре́й Ю́рьевич Бре́жнев (* 15. März 1961 in Moskau; † 10. Juli 2018 in Sewastopol), war ein russischer Politiker, Ökonom und Ingenieur.

## Leben
Andrei Jurjewitsch Breschnew wurde 1961 als Sohn des Politikers Juri Breschnew (1933–2013) und der Ljudmila Wladimirowna († 2012) geboren. Er hatte einen Bruder. Sein Großvater war Leonid Breschnew (1906–1982).
Andrei Breschnew absolvierte bis 1983 sein Studium an der Fakultät für Internationale Wirtschaftsbeziehungen in Moskau. Danach war er bis 1988 am Staatlichen Institut für Internationale Beziehungen (MGIMO) in Moskau tätig. Von 1988 bis 1991 war er stellvertretender Leiter der Regierung für Auswärtige Beziehungen des Handelsministeriums der UdSSR. Anschließend war Breschnew bis Ende der 1990er-Jahre in verschiedenen Funktionen in der Wirtschaft tätig.
Von 1997 bis 2004 organisierte und leitete er als Generalsekretär die Allrussische Kommunistische Sozialbewegung (OKOD). Im Jahr 2001 kandidierte Breschnew als unabhängiger Kandidat für das Amt des Gouverneurs der Region Tula, wobei er lediglich 1,18 % der gültigen Stimmen erhielt.
Von 2004 bis 2014 war er Mitglied der Kommunistischen Partei der Russischen Föderation (KPRF/КПРФ). Von 2014 bis zu seinem Tod war Breschnew Erster Sekretär des Zentralkomitees der Kommunistischen Partei Russlands für soziale Gerechtigkeit.

### Privates
Andrei Breschnew war zweimal verheiratet und hatte zwei Söhne aus seiner ersten Ehe mit Nadeschda Ljamina (1961–2002). Sein Sohn Leonid (* 1984) ist als Militär-Übersetzer tätig. Sein Sohn Dimitri (* 1986) studierte an der Universität Oxford und ist als Software-Entwickler tätig. Breschnew lebte in Sewastopol, besaß aber auch ein Ferienhaus in Maly Mayak am Schwarzen Meer. Seine zweite Ehefrau Elena lebte seit 2016 von ihm getrennt, sie waren aber nicht geschieden.
Andrei Breschnew starb am 10. Juli 2018 im Alter von 57 Jahren an den Folgen eines Herzinfarkts. Seine Urne wurde auf dem Nowodewitschi-Friedhof in Moskau beigesetzt.